# Nadieżda Romanowa (1898–1988)
Nadieżda Piotrowna Romanowa (ros. Надежда Петровна Романова, ur. 3 marca 1898; zm. 21 kwietnia 1988) – księżniczka Rosji.
Księżniczka Nadieżda była trzecim dzieckiem wielkiego księcia Piotra Mikołajewicza i jego żony wielkiej księżnej Milicy.
Nadieżda była zaręczona z wielkim księciem Olegem Konstantynowiczem, potomkiem cara Mikołaja I, jednak książę zginął na wojnie. Nadieżda wyszła za mąż za księcia Mikołaja Orłowa w kwietniu 1917 roku. Była jedną z Romanowów, którzy uciekli w 1919 roku na pokładzie brytyjskiego HMS Marlborough. Ich córka księżniczka Irina Orłowa, urodzona w marcu 1918 roku, była najmłodszym pasażerem na tym statku.
Orłowowie rozwiedli się w 1940 roku. Księżniczka Nadieżda zmarła we francuskim Chantilly.